# Crematorium II

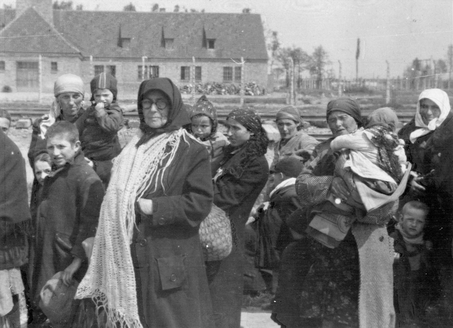
Joodse vrouwen en kinderen (onder meer Malwin Hoffman met haar dochtertjes Iboja en Ruth uit Hongarije) op 27 mei 1944 onderweg naar de gaskamer van crematorium II. Op de achtergrond het identiek gebouwde crematorium III.

Crematorium II was tijdens de Tweede Wereldoorlog een gaskamer met crematorium in het vernietigingskamp Auschwitz-Birkenau.

## Bouw
Bij de oprichting van het kamp werd ook opdracht gegeven tot de gelijktijdige bouw van vier crematoria op het terrein. In augustus 1942 werd als eerste een begin gemaakt met de bouw van Crematorium II. Kampgevangenen en elf bouwbedrijven waren bij de bouw betrokken. De bouw was in handen van Huta Hoch- und Tiefbau AG, AEG was verantwoordelijk voor de elektrische installatie en J.A. Topf und Söhne voor de crematieovens en het ventilatiesysteem. De bouw werd door technische leveringsproblemen niet zoals gepland midden februari afgerond, maar een maand later.
Crematorium II werd oorspronkelijk door de Zentralbauleitung der Waffen-SS und Polizei Auschwitz ontworpen voor de uitbreiding van Auschwitz I. Het was bedoeld om overleden Russische krijgsgevangenen uit het concentratiekamp te kunnen cremeren. Het ontwerp had twee ondergrondse kelders als mortuaria. De mortuaria stond met een elektrische lift in verbinding met het crematorium met daarin vijf drievoudig uitgevoerde crematieovens.
Tijdens de daadwerkelijke bouw in Auschwitz-Birkenau is besloten het crematorium geschikt te maken om ook gedeporteerden die vanwege de uitvoering van de Holocaust in het kamp aankwamen onmiddellijk om het leven te brengen en te cremeren. Hiertoe werden de twee ruimten die als mortuaria waren voorzien ingericht als respectievelijk een omkleedruimte en een gaskamer.

## Gaskamer
De ondergrondse gaskamer had een oppervlakte van 210 m² en een hoogte van 2,41 meter. Het plafond bestond uit 22 centimeter dik gewapend beton, met daarbovenop een laag van 45 centimeter aarde. Het plafond werd ondersteund door zeven pilaren. De gasdichte deur was twee meter hoog en één meter breed. De gaskamer werd mechanisch via een ventilatiekanaal geventileerd, zodat het gas niet dagenlang in de ruimte aanwezig bleef.
Het dak bevatte vier openingen waardoor pellets Zyklon B naar binnen werden gegooid. Deze openingen bevonden zich in de buurt van de pilaren 1, 3, 5 en 7.
In de gaskamer waren douchekoppen aanwezig, om de slachtoffers tot op het laatste moment in de waan te laten dat ze werden gedoucht en gedesinfecteerd. De gaskamer kon maximaal 2500 personen tegelijk verwerken.

## Gebruik
Het crematoriumdeel werd op 4 maart 1943 getest met 45 lichamen van in bunker II vergaste mannen. Na het installeren van ventilatiesystemen werd het gebouw op zaterdag 13 maart officieel in bedrijf gesteld. Op de daaropvolgende dag op 14 maart werden 1492 vrouwen, kinderen en ouderen die aankwamen vanuit het getto van Krakau geselecteerd voor de eerste vergassing in de gaskamer. Op 20 maart volgde een volgende transport waarbij 2191 voor 'speciale behandeling' in aanmerking kwamen in crematorium II. Door technische problemen met onder meer de ventilatie werd daarna eerst overgeschakeld naar het net opgeleverde crematorium IV.
In juni was de faciliteit weer operationeel, hoewel de vier crematoria de eerste maanden nog geregeld technische problemen gaven. De capaciteit van de vier crematoria met gaskamers lag in eerste instantie op 4000 slachtoffers per dag. De ovens waren hierbij dag en nacht in gebruik, bediend door Sonderkommando's. De toevoer van slachtoffers nam daarna door Aktion Höss zodanig toe dat besloten werd een treinverbinding aan te leggen vanaf het voormalige perron buiten Auschwitz door het poortgebouw door direct tot aan crematorium II en III. Op deze manier konden gedeporteerden direct vanaf het aangelegde perron ('Rampe') naar de crematoria worden geleid en konden 8000 personen per dag vergast worden. Binnen acht weken werden op deze manier 320.000 Hongaarse Joden vermoord.
Als de slachtoffers eenmaal wisten welk lot hen wachtte, begonnen ze vaak tegen de deur te duwen. Men kon de deuren van buitenaf echter met schroeven stevig vastdraaien als dat nodig was.

## Opheffing
De faciliteit werd gesloten in oktober 1944 en door de Sonderkommandos onderdeel voor onderdeel ontmanteld. De ventilatiesystemen waren bestemd voor de kampen Mauthausen en Gross-Rosen. Om bewijsmateriaal voor de Holocaust te vernietigen werd het bouwwerk zeven dagen voor de bevrijding van Auschwitz op 20 januari 1945 met springstof gedeeltelijk opgeblazen.

## Na de oorlog
Na de oorlog werd op aanwijzing van een elektricien van het crematorium in de grond naast crematorium II op 28 juli 1961 in een potje een getuigenverslag teruggevonden geschreven in augustus 1944 van Zalman Lewental, een Sonderkommandolid. Door jarenlange aantasting zijn slechts delen ontcijferd. Samen met andere opgegraven manuscripten staan deze bekend als de Auschwitz-rollen. Ze doen verslag van de voorbereidingen voor de opstand in Auschwitz onder andere bij crematorium II:
We dachten dat de Duitsers koste wat het kost alle sporen van hun eerdere misdaden wilden uitwissen. Dat konden ze alleen doen door ons hele kommando uit te roeien, zonder enige uitzondering. [–] Daarom zagen wij in de nadering van het front helemaal geen kans voor onszelf; we kwamen integendeel tot de conclusie dat wij onze actie eerder moesten starten, als we levend nog iets wilden bereiken. Maar helaas werd de termijn van dag tot dag verschoven. (…) dat duurde maanden. Daarom zijn we erin geslaagd dankzij de inspanningen en opoffering van enkele joodse meisjes, die in de munitiefabriek werkten, [–]  een beetje materiaal [explosieven] te verzamelen dat we zouden kunnen gebruiken (…)
Het gebruik van crematorium II als middel voor de uitvoering van de Holocaust werd na de oorlog door Holocaustontkenners als David Irving ter discussie gesteld. Dat kwam enerzijds doordat de benaming en oorspronkelijke bouwtekeningen uitgingen van een ondergronds mortuarium en anderzijds werd de capaciteit betwijfeld van onder meer de vrachtlift en ovens. Berekeningen en bewijsmateriaal door historicus Robert Jan van Pelt hebben deze beweringen weerlegd. In 1990 werd door Holocaustontkenners het Leuchter-rapport uitgebracht, waarbij op illegaal verkregen uitgehakte stukken steen uit crematorium I, II en III negatief werden getest op de aanwezigheid van resten blauwzuur en op grond hiervan de gaskamers ontkend werden. Door Jean-Claude Pressac zijn in zijn publicatie Technique and Operation of the Gas Chambers  de argumenten hiervan weerlegd.
Crematorium II is heden ten dage als ruïne zichtbaar op het terrein dat tegenwoordig Werelderfgoed is en dienst doet als museum in beheer van het Staatsmuseum Auschwitz-Birkenau. Tussen crematorium II en III is het Internationaal Monument voor de Slachtoffers van het Fascisme opgericht. Van 2004-2006 hebben restauratiewerkzaamheden plaatsgevonden, met name om het gebouw tegen water te beschermen. Hierbij is verschillend materiaal opgegraven waaronder douchekoppen, ventilatieroosters en gasmaskers.

## Afbeeldingen

Schematisch overzicht
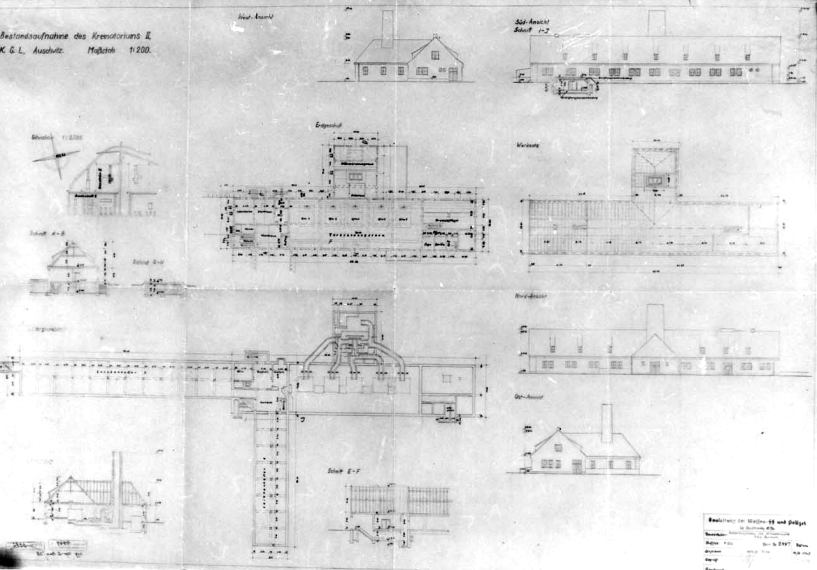
Bouwtekening
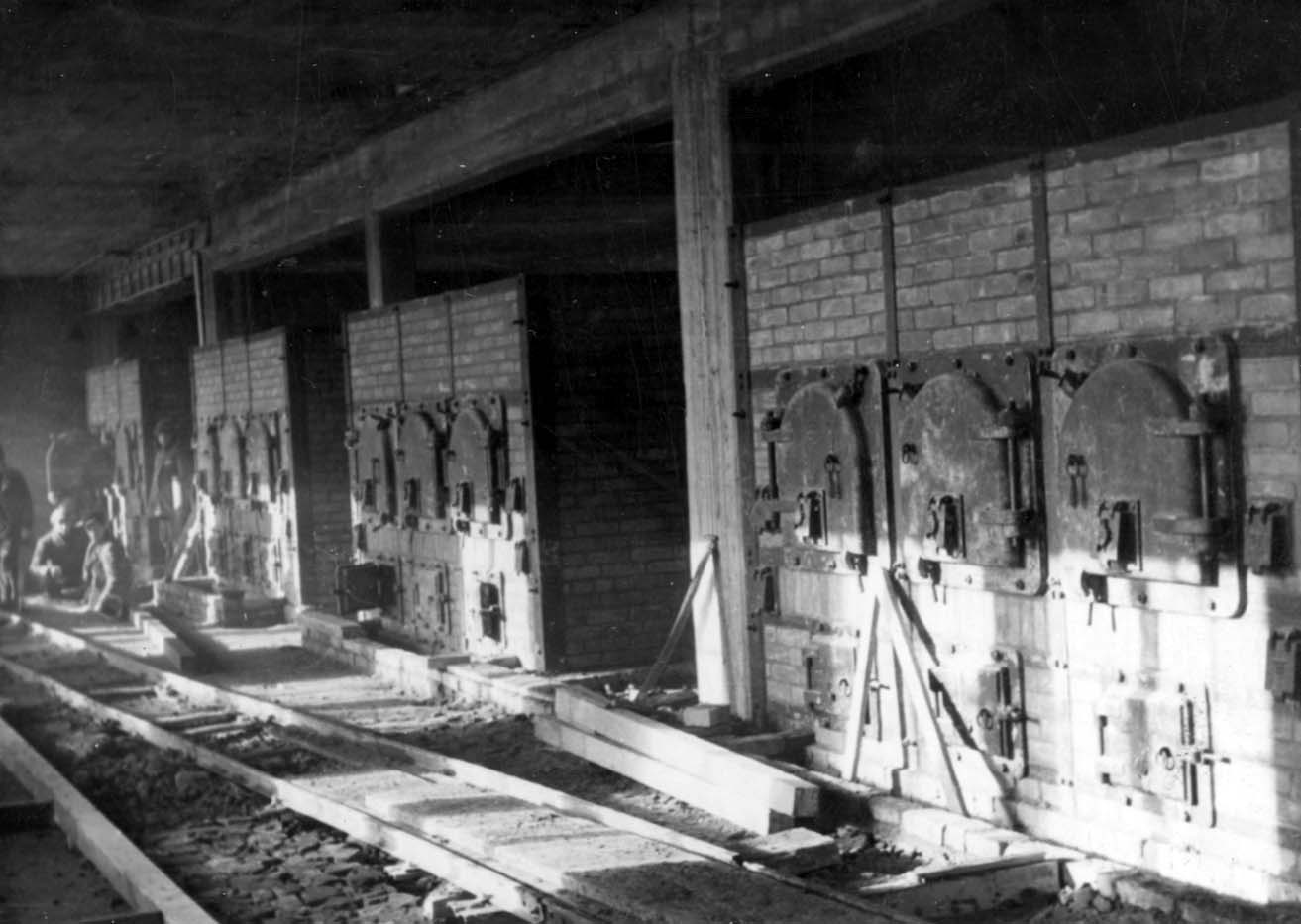
De rij ovens van het crematorium vlak voor de ingebruikname
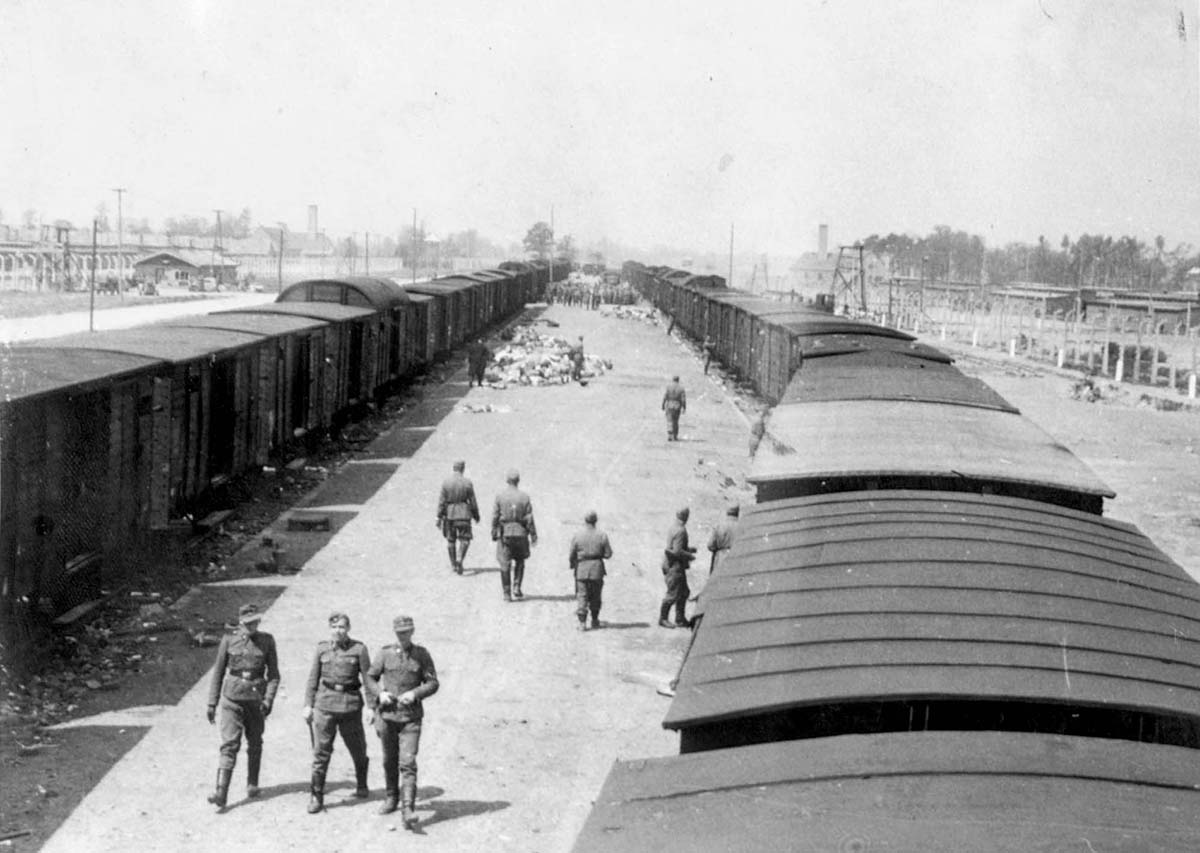
Het in mei 1944 aangelegde aankomstperron met links op de achtergrond crematorium II en rechts III.
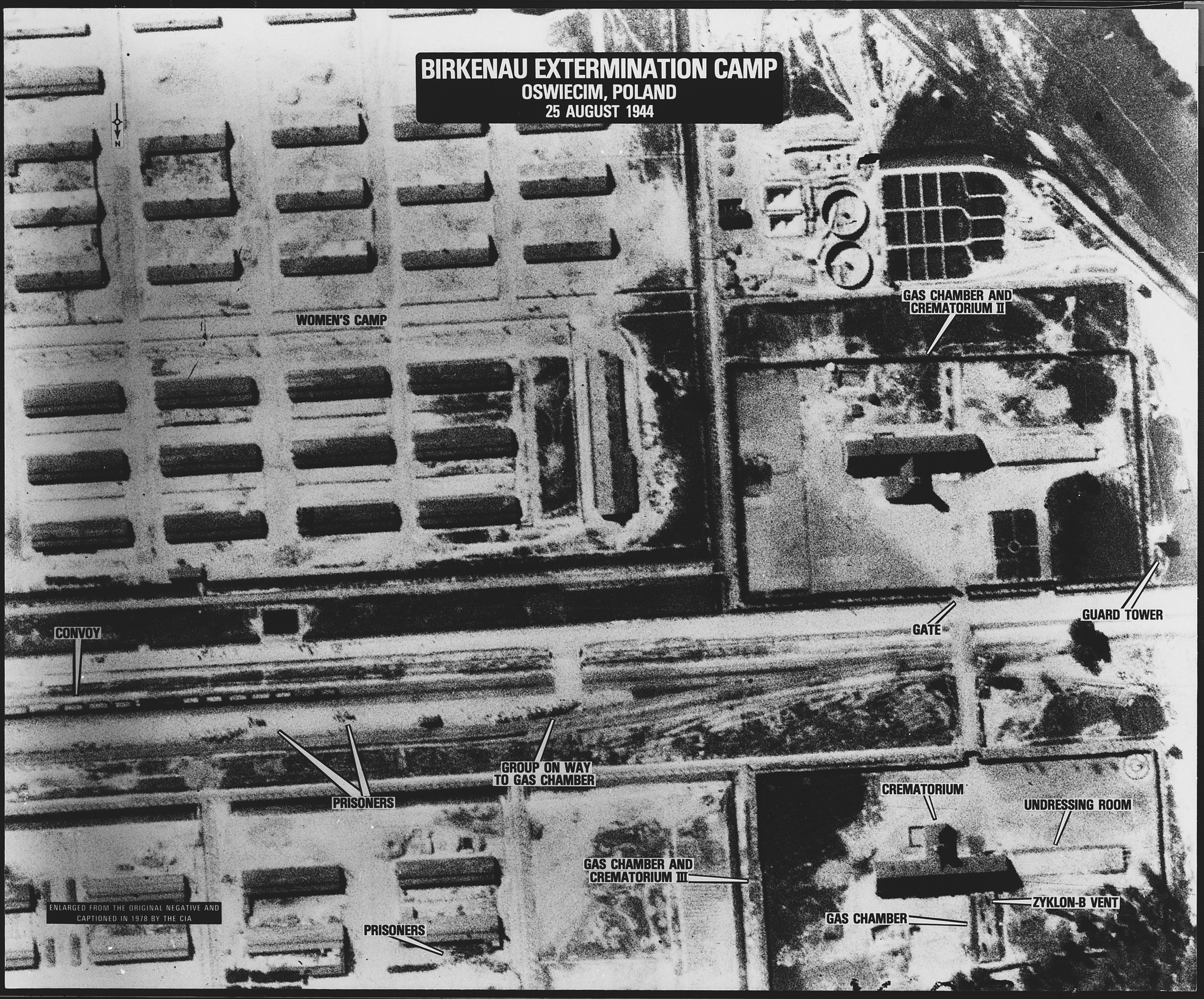
Luchtfoto van 25 augustus 1944 met crematorium II en III.
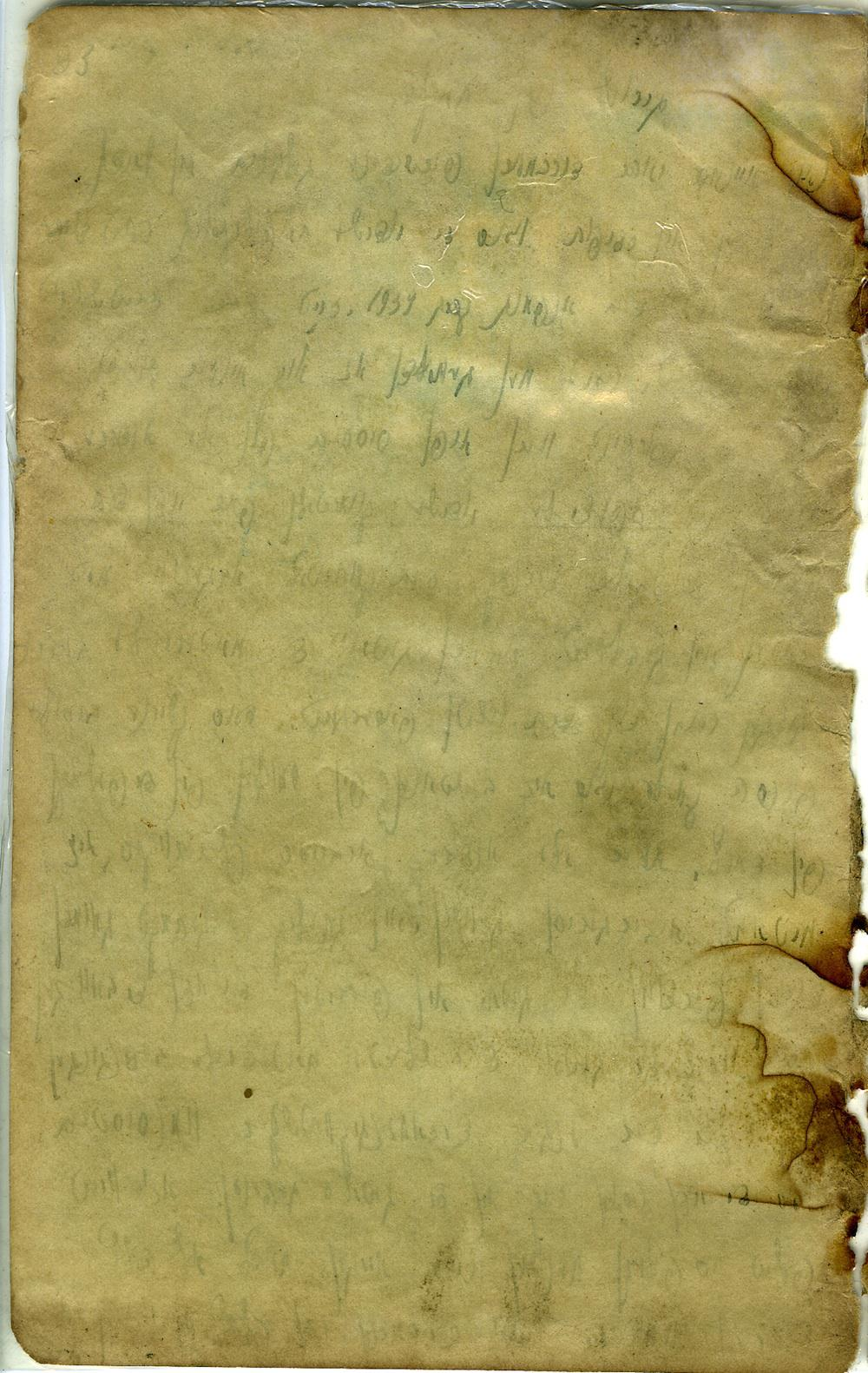
Pagina van het getuigenverslag van Sonderkommandolid Zalman Lewental.
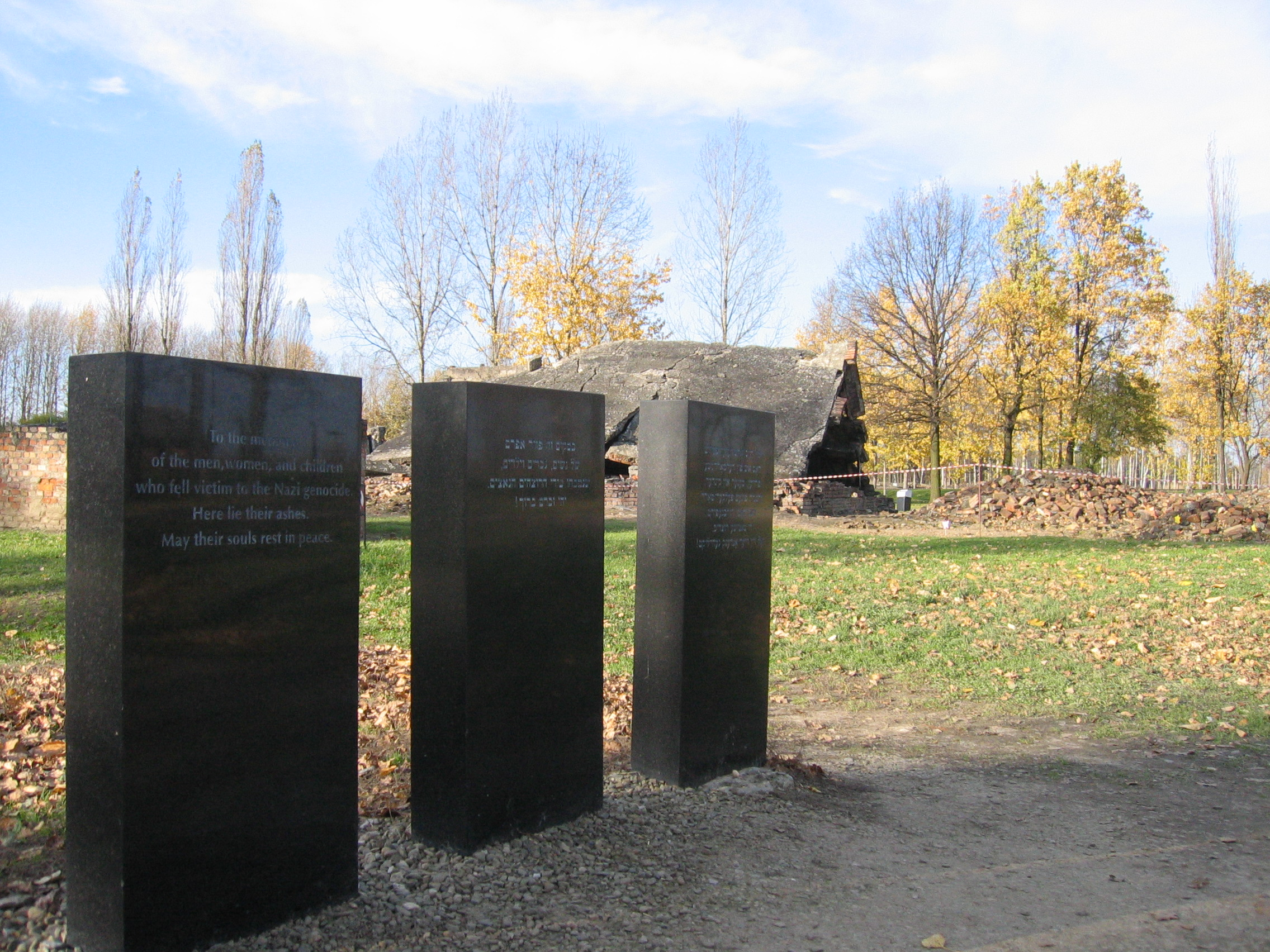
Vier herdenkingsstenen geplaatst naast de ruïne.